# Efunroye Tinubu
Efunroye Tinubu, née en 1805, morte en 1887,  née Efunporoye Osuntinubu, est  une personnalité féminine de l'histoire nigériane, dans le Nigeria pré-colonial et colonial. 

## Biographie
Elle est née dans la région forestière d'Ijokodo, la forêt d'Egba, à l'ouest du Nigeria actuel, l'ancien Empire d'Oyo, à proximité de la région côtière,. En ce début de XIXe siècle, les côtes du Nigeria sont le lieu d'une activité de traites négrières alimentant le commerce est-ouest puis triangulaire mise en place par les califats musulmans et royaumes islamiques depuis plusieurs siècles puis reprise par les puissances occidentales ayant une importante activité maritime  d'exploration, de cartographie, de conquête territoriale et enfin, de commerce, développée par elles à partir des XV-XVIème siècles(Portugal, Espagne, Angleterre, France) du fait des besoins en main d'oeuvre agricole dans les îles Caraïbes et en Louisiane, mais abolie à partir du XVIIIème siècle (cette traite sera supprimée par ces puissances assez vite au vu des protestations politiques et des vives oppositions éthiques religieuses des peuples européens majoritairement abolitionnistes) car elle n'avait pu se mettre en place qu'en s'appuyant sur les chefferies locales, qui procèdaient par razzias de villageois et de vaincus des conflits tribaux dans l'arrière-pays, revendus comme esclaves sur les comptoirs commerciaux de la côte ensuite. Enfant, elle accompagne sa mère qui vend de la nourriture sur les marchés. Jeune fille, elle part pour Badagry tenter sa chance dans le commerce, le port de Badagry étant actif et restant  par ailleurs l’un des bastions de la traite à destination notamment du Brésil, tolérée jusqu'au milieu du XIXème siècle, malgré l'interdiction progressive de l'esclavage par les puissances occidentales, contrairement aux pays du monde africain et musulman qui continueront de la perpétrer jusqu'à nos jours de façon plus ou moins assumée mais jamais remise en question puisqu'à ce jour, les pays africains et moyen-orientaux n'ont pas présenté d'excuses pour la traite, ni aboli officiellement l'esclavage. 
Elle a deux fils d'un premier mariage. Devenu veuve, elle développe une activité commerciale très rentable liée à l'esclavage et sert sans doute d'intermédiaire entre les négriers et les chasseurs d’esclaves. Elle rencontre et charme Adele Ajosun, ancien maître de Lagos (Oba), en exil. Ils se marient en 1833 et reviennent s'installer à Badagry, où elle bénéficie du réseau de relations de son nouvel époux pour amplifier l'essor de ses juteuses activités, exploitant un commerce de tabac, de sel et d'esclaves. En 1835, à la mort de Idewu Ojulari, qui avait succédé à Adele Ajosun comme Oba, celui-ci reprend possession de son titre, malgré l'opposition d'un autre prétendant, Kosoko, et s'installe avec son épouse Efunroye Tinubu à Lagos. Mais il meurt deux ans plus tard en 1837. À la suite de ce décès, Efunroye Tinubu soutient la candidature du fils d'Adele, Oluwole (en), et se remarie avec Yesufu Bada, capitaine de guerre d'Oluwole. Quand Oluwole meurt à son tour en 1841,  Efunroye Tinubu soutient l'accession d'un nouvel Oba, Akitoye. Mais celui-ci est battu en 1845 par Kosoko. C'est de nouveau l'exil à Badagry, ce qui n'empêche pas Efunroye Tinubu , malgré ces aléas politiques, de développer ses activités.
En décembre 1851 et sous prétexte d'abolir la traite négrière (qu'ils ont contribué à développer ponctuellement durant le siècle précédent par le commerce triangulaire), les Britanniques bombardent Lagos, délogent Kosoko du trône et y installent Akitoye, qui signe un traité avec la Grande-Bretagne interdisant l'esclavage. Efunroye Tinubu continue à échanger secrètement des esclaves contre des armes à feu avec des commerçants brésiliens et portugais, et à exercer une grande influence à Lagos. Benjamin Campbell (en), consul britannique à Lagos, demande à Akitoye d'envoyer Tinubu en exil. Après la mort d'Akitoye en 1853, elle revient à Lagos et apporte son soutien à son successeur, Dosunmu. En 1856, Benjamin Campbell obtient de Dosunmu le bannissement d'Efunroye Tinubu à Abeokuta. 
À Abeokuta, elle continue à diriger ses activités commerciales mais participe également à la défense de la cité contre le Dahomey, notamment lors d'une attaque en 1864. Ceci lui vaut le titre honorifique de Iyalode (Première Dame) de l'Egba,. Elle s'oppose également aux visées coloniales britanniques. Elle y meurt le 3 décembre 1887.